# Gajówka (Strużki)
Gajówka – część wsi Strużki w Polsce, położona w województwie świętokrzyskim, w powiecie staszowskim, w gminie Osiek. Wchodzi w skład sołectwa Strużki.
W latach 1975–1998 Gajówka administracyjnie należała do województwa tarnobrzeskiego.
Gajówka Strużki, jest siedzibą Leśnictwa Strużki, podległego Nadleśnictwu Staszów.